# Retablo de la capilla del Colegio de San Gregorio

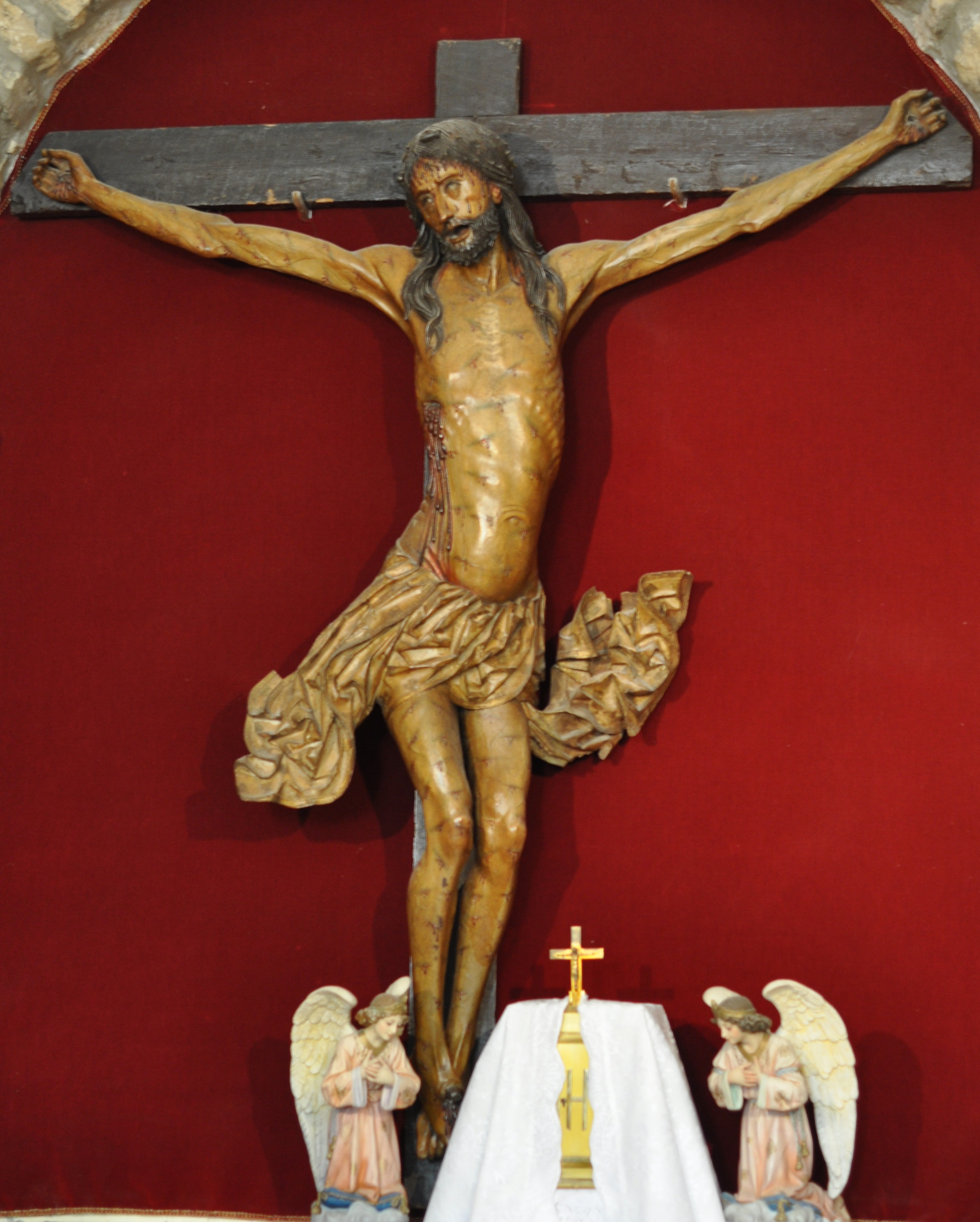
Escultura que coronaba el retablo de la Capilla de San Gregorio.

El desaparecido retablo de la capilla del colegio de San Gregorio de Valladolid, encargo de fray Alonso de Burgos y realizado por el taller de Gil de Siloe con policromía de Diego de la Cruz, fue el primer retablo que tuvo la capilla. El retablo no existe, conociéndose algunos de sus aspectos a partir de descripciones anteriores a la invasión francesa. 

## Bosquejo histórico
Para la realización del retablo de su capilla Fray Alonso de Burgos acudió a Gil de Siloe. El modelo sería el retablo de la capilla de la Concepción o de Santa Ana en la catedral de Burgos. El inicio se sitúa cronológicamente hacia 1489, fecha de terminación de la capilla.
Fue Martí y Monsó en 1898, al transcribir un párrafo del libro Becerro de San Gregorio, quien aportó los nombres del autor o autores del retablo: “Haviendo tomado posesión de la sobredha Capilla el Procurador de su Illma. la rehedificó con la magnifizencia que al presente se ve, y para su adorno mandó hacer el retablo que oy dia tiene y para su ejecución se conzerto su Illmª con los Maestros Diego de la Cruz y el Maestre Guilles escultores vecinos de la ciudad de Burgos, para que hiciesen dho retablo en la misma forma que el retablo que havian hecho en la Iglesia Cathedral de la ciudad de Burgos … con 22 Historias y las efigies de los santos fuesen de madera de nogal y otras condiciones que se espresan en la escriptura de concierto firmada de mano del señor obispo y de dhos Maestros”.
La ulterior identificación, por parte de A.L. Mayer, del maestre Guilles con la figura de Gil de Siloe y la continuada intervención de Diego de la Cruz junto a éste como policromador, muestran la verdadera paternidad de los maestros que hicieron el retablo de San Gregorio.

## Bosquejo artístico
El retablo vallisoletano ya no existe, pero se conoce su aspecto a partir de comentarios y descripciones de personas que lo vieron antes de su desaparición durante la invasión francesa. 
La noticia más antigua acerca del retablo ya realizado procede del viajero francés Antonio Lalaing, que en 1501 dice que tenía “treinta pies de alto y dieciocho de ancho, todo de madera, tallada y dorada ricamente” (es decir, medirìa 8,40 m de alto por 5,04 m de ancho).
La primera descripción del retablo la proporciona el Padre Arriaga en la primera mitad del siglo XVII, diciendo: “El retablo es de labor gótica, ninguno de los de aquel tiempo le iguala y hoy que no se imita lo prolijo de ella, admira: Tiene todos los misterios principales de la vida de Cristo Sr. Nuestro y su Madre Santísima, sobrepuesto a todo el retablo, por coronación el escudo y armas reales mantenidos de leones y águilas coronadas”. Y más adelante asegura que “la devoción principal de la capilla se dirije al Santo Cristo que, crucificado de talla entera, resplandece en medio del suntuoso retablo”
Pero la descripción más minuciosa procede de Isidoro Bosarte, que se expresa en los siguientes términos:
“El retablo principal de la capilla es en sus ornatos la quinta esencia de las sutilezas del goticismo, comparable solo al sepulcro del rey Don Juan el II, que está en la cartuja de Burgos,... Por asunto principal del retablo se ve una Piedad ó Señor difunto con el acompañamiento acostumbrado, y son en todas ocho figuras del tamaño natural, encima un calvario, y por remate cinco escudos de armas. En el retablo hay además veinte y una medallas de relieve con la vida y pasión del Señor, y muchas estatuas pequeñas. Hay apariencia de que el retrato primitivo de Don Fr. Alonso de Búrgos sea el que se figura rezando arrodillado, en una de las quatro caxas ó nichos del primer cuerpo de este retablo, acompañado de otras cuatro figuras, de las quales dos parecen también retratos. Conviene mirar este retablo para ver quanto puede hacerse de prolixo quando falta el fundamento del diseño; arte severa, que ni admite trampa ni facilidades, y que decide sobremanera del gusto de las edades y aun de las naciones”.
Otros viajeros como Tomé Pinheiro da Veiga o Antonio Ponz, citan la existencia del retablo en sus textos pero sin aportar dato alguno significativo.
A manera de resumen de lo hasta hoy conocido podemos decir que, el tema principal era el llanto sobre Cristo Muerto formado por ocho figuras; sobre él, un Calvario y por remate cinco escudos de armas. Se complementaba con veintiuna escenas de la vida de Cristo y María, y además había numerosas esculturas de pequeño tamaño. 
En este tipo de obras es clara la intervención de más de una mano, y en los retablos de Gil de Siloe Wethey reconoce la intervención de un taller.

## Destino del retablo

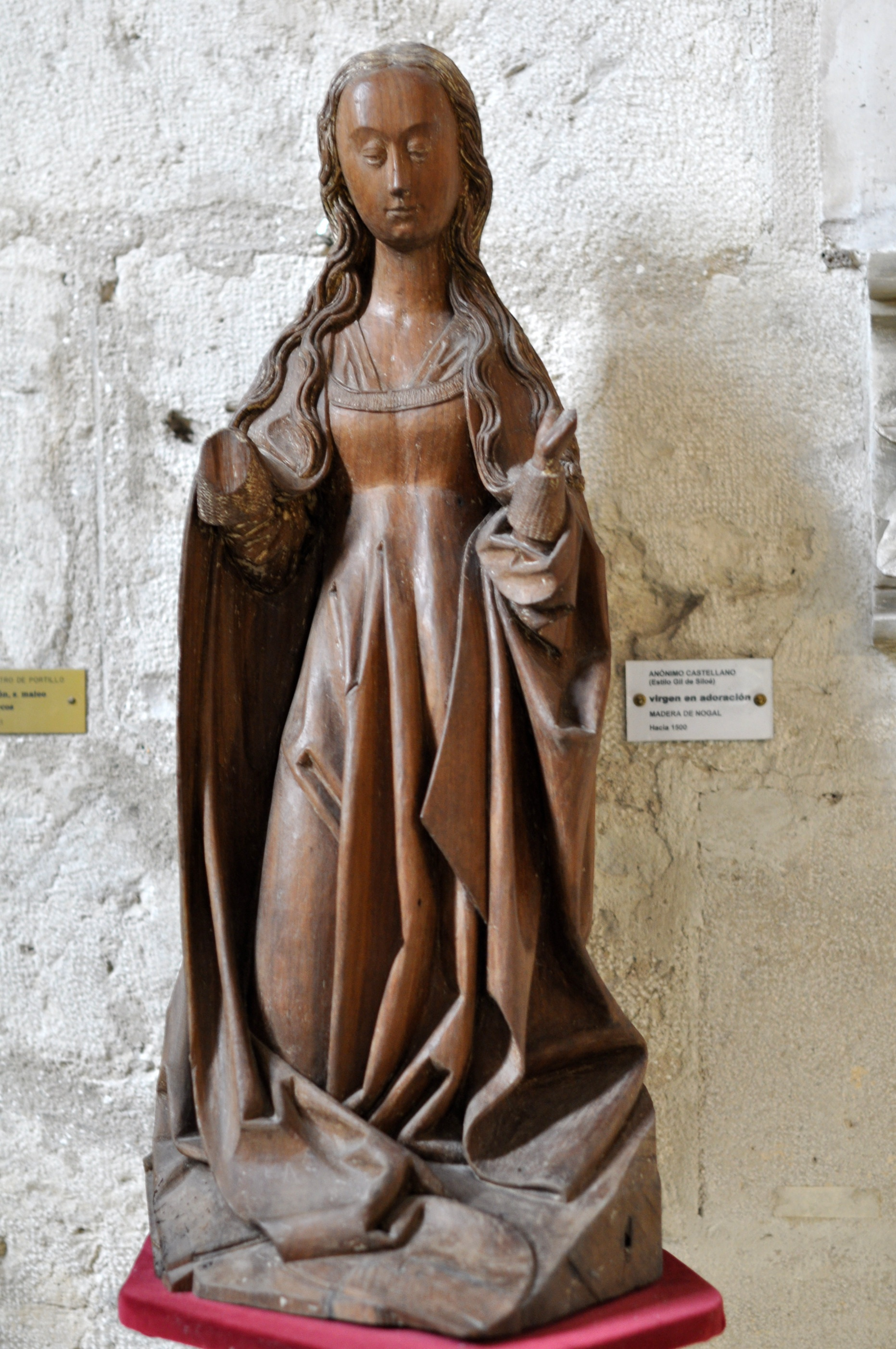
Virgen en Adoración. Del retablo de la Capilla del Colegio de San Gregorio.

El Padre Fray Domingo Díaz a principios del siglo XIX, en 1828, al escribir su Relación topográfica antigua y moderna del insigne Colegio de San Gregorio, describe todos las vicisitudes que sufrió el edificio con motivo de la guerra de la Independencia y la rapiña posterior a la que estuvo sometido hasta que la congregación de San Gregorio volvió a instalarse en él. 
Escribía este fraile que el retablo “era ciertamente sumamente delicado en sus prolijas labores y filigrana dorada, que parecía por su delicadeza un metal sobredorado”, estimando la sensibilidad neoclásica de fray Domingo que el autor de las imágenes “no fue tan feliz …, pues pocas o ninguna había de mérito”.
Pero, ¿qué sucedió con el retablo? El Padre Fray Domingo Díaz en su Relación afirma que “todo ha perecido, menos la imagen de Cristo crucificado, que se conservó en la iglesia parroquial de San Juan de esta ciudad”, al tiempo que confiesa que “de lo demás del retablo no se ha sabido el destino o paradero y se cree que se lo comió el pulgón [Con este término se refería el Padre Díaz a la “caterva de paisanos, españoles espúreos [sic], ministros de policía, maestros de obras, artesanos, cuarteleros y otros tales”], quemándolo algunos afrancesados para sacar el mucho y buen oro que tenía”.

## Supervivencia de alguno de sus relieves o de sus esculturas
Clementina Julia Ara Gil estudió ampliamente la historia del retablo, y trató así mismo de localizar, sin éxito, alguna de las esculturas supervivientes, dado que por la dimensión del retablo parece difícil imaginar su completa destrucción.

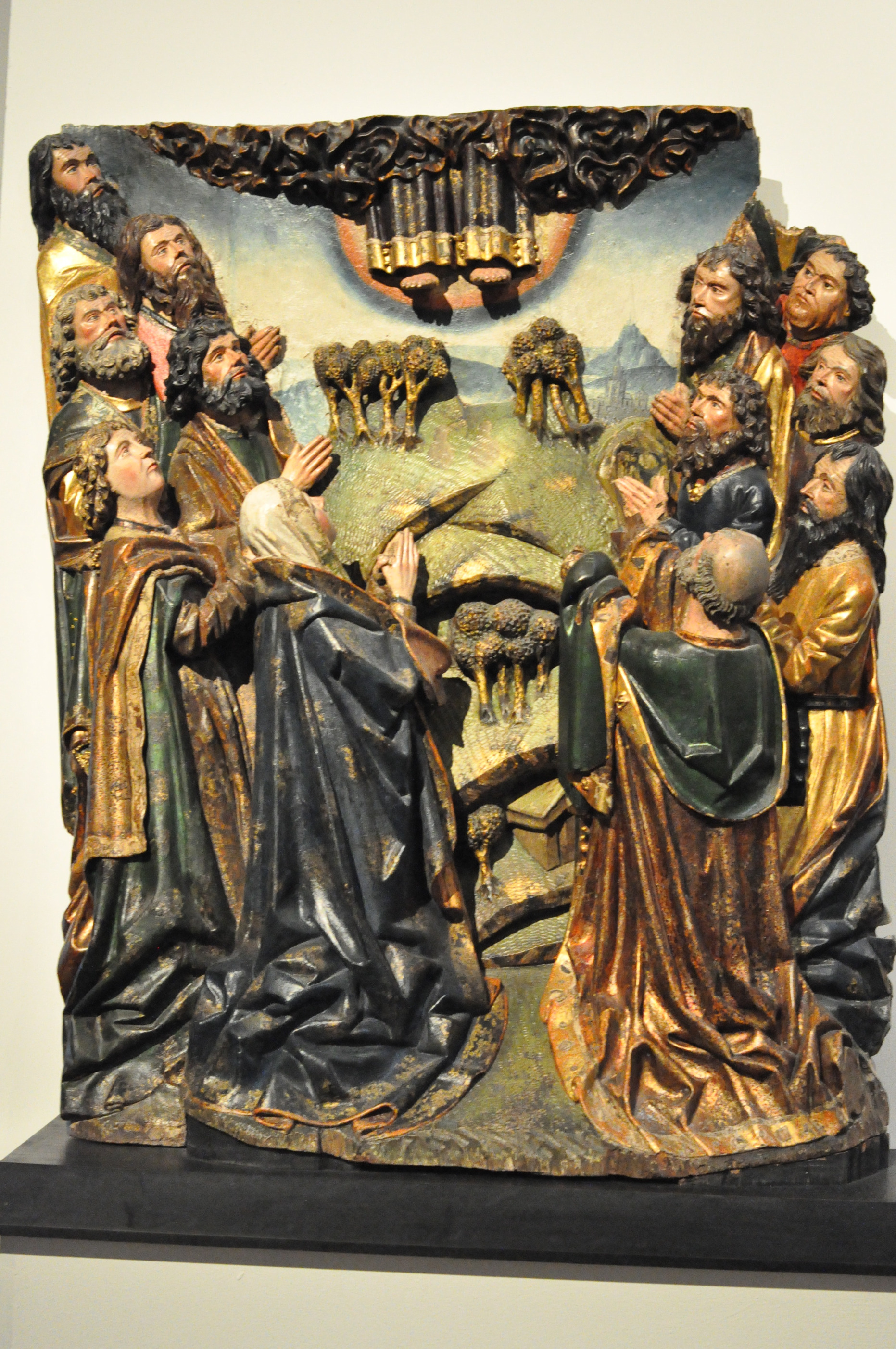
Relieve o medalla del desaparecido retablo de la Capilla del colegio de San Gregorio.

Más suerte tuvo Jesús Urrea, -antiguo director del hoy Museo Nacional de Escultura-, localizando el antiguo Crucifijo titular de la capilla del Colegio en la iglesia de Ciguñuela, un pueblo aledaño a Valladolid. Por la noticia de su origen, por su gran envergadura (muy superior en tamaño a las restantes imágenes del retablo, 2 metros de alto por 1,90 de ancho), y por su tipológía y características la identificación era concluyente.
José Ignacio Hernández Redondo,-conservador del museo nacional Colegio de San Gregorio- cree que el relieve de la Ascensión, en madera de nogal policromada, que se guarda en la iglesia de Santa María de Herrera de Duero perteneció al retablo que encargó fray Alonso de Burgos. Es un relieve, de 1,19x1,05 m., “caracterizado por la disposición en lo alto del borde inferior de la túnica y los pies de Jesús en el momento de desaparecer entre las nubes”. Presididos en primer término por las imágenes arrodilladas de San Juan, la Virgen y San Pedro, ocupan el resto del relieve las cabezas de los apóstoles (en la parte derecha se acusa un desperfecto que ha ocasionado la desaparición de una de las cabezas); el grupo se sitúa a ambos lados de la roca del monte de los Olivos donde quedan impresas las huellas de Cristo.
La simple comparación con el relieve de la Ascensión, situado en el tambor giratorio del retablo de la Cartuja de Miraflores, nos alerta que nos encontramos ante dos obras realizadas en el taller de Gil de Siloe; sus diferencias no son mayores que las que se reconocen para muchas de las tallas de ese retablo o de las que componen el del árbol de Jesé en la Catedral de Burgos.
Otros fragmentos del retablo esperan ser localizados e identificados.